# Philippe Gaillot (musicien)
Pour les articles homonymes, voir Gaillot.
Philippe Gaillot, né à Paris le 26 mai 1956 est un guitariste, pianiste, chanteur et  compositeur de jazz-fusion. Il est également producteur et ingénieur du son.

## Biographie

### Apprentissage et débuts
À l'âge de sept ans Philippe est inscrit au Conservatoire de Versailles en classe de piano. Quatre ans plus tard il commence la guitare classique. Durant sa seizième année il part pour Montréal où il va parfaire son apprentissage musical où il  pratique le solfège et le chant choral à l’École Vincent-d’Indy et prend des cours de guitare et d’orgue au Cours Galipeau Musique Inc.
De retour en France il crée son propre groupe; ses influences sont: Jimi Hendrix, Frank Zappa, Led Zeppelin, James Brown. Il se lie d'amitié avec le guitariste Dominique Gaumont, son voisin de palier avec qui il partagera un grand nombre d'expériences musicales, notamment à New-York alors que Dominique était guitariste dans le groupe de Miles Davis. Lors de ce séjour il fréquente des musiciens du Black Artist Group tels Joseph Bowie, Charles Bobo Shaw avec qui il se produira. Le tromboniste Joe Bowie rappelle la collaboration avec Philippe Gaillot en ces termes "Joe et Charles Bobo Shaw ont également développé le Human Arts Ensemble et ont collaboré avec de grands musiciens français Dominique Gaumont et Philippe Gaillot. Tous deux étaient des guitaristes d'exception. ... Dominique Gaumont et Philippe Gaillot ont migré de Paris à New York à cette époque et en rejoignant des amis de longue date Bobo Shaw et Joe pour soutenir les Jam Sessions de classe mondiale au Children's Theatre. Une musique incroyable a été jouée pendant cette période. Malheureusement, il y avait peu de documentation audiovisuels réalisés ".
C'est également lors de ce séjour qu'il s’initie aux techniques du son en côtoyant des professionnels du secteur à New-York.

### Carrière
En 1976, de retour en France, cette passion pour le monde de l'enregistrement le conduit à créer son premier studio d’enregistrement "La Calade" dans un village du Gard. Dès lors Philippe Gaillot mènera en parallèle une double carrière de producteur-ingénieur du son et de compositeur-musicien.
En 1981 Philippe crée le groupe Concept qui publie son premier  disque,. La même année Il crée également  le "Big Fun", un club de jazz situé près d’Anduze dans les Cévennes qui accueillera de nombreux musiciens comme Eddy Louiss ou Sugar Blue (en).
Fin 1984, il retourne à New-York où Il côtoie de nombreux musiciens tels que Jaco Pastorius, Darryl Jones, Mino Cinelu. Il deviendra alors l’élève de deux autres ex-guitaristes de Miles Davis : Mike Stern et John Scofield.
À son retour en France, en 1985, avec son groupe Concept qu’il co-lead avec le bassiste Philippe Gareil, il sortira un deuxième album du même nom paru chez “52°Rue Est” et se produira dans de nombreux festivals tels que le Nîmes International Jazz Festival, en première partie de Ray Charles.
En 1988, Philippe publie chez RDC Records un premier album sous son nom intitulé  Lady Stroyed. Il fonde alors le “Lady Stroyed Band”, groupe de dix musiciens qui se produira dans toute l’Europe jusqu’à la fin des années 1990,,.
Parallèlement il installe un studio d’enregistrement mobile vingt-quatre pistes dans un camion avec lequel il enregistrera de nombreux artistes Live dont Carla Bley & Steve Swallow, Richie Cole, Michel Petrucciani Trio, Herbie Hancock 4tet, Chick Corea Electric Band, Chris McGregor, live au Château d’O Jazz Festival à Montpellier mais aussi Raoul Petite à Musikenstock à Nîmes.
En 1993, Philippe est appelé pour diriger la régie son du « Festival de St Louis du Sénégal ». Il travaillera alors avec Lucky Peterson et Randy Weston. Il y rencontrera le Koriste Soriba Kouyaté dont il gèrera le management durant plusieurs années. Il produira  trois albums de Soriba parus sur le label Act Music et réalisera les arrangements des deux premiers: Kanakassi et  Bamana .
En 1994, il crée le studio d’enregistrement résidentiel Recall Studio que de nombreux artistes sont depuis venus fréquenter, parmi eux: Alain Bashung, Noir Désir, Césaria Evora, Stomy Bugsy, Corneille, Julien Doré, Gipsy Kings, Massilia Sound System, Pino Palladino, Jon Carin, Mike Stern, John McLaughlin, Shakti, Jacky Terrasson, Bireli Lagrène, etc.,
En 1995, il publie chez RDC Records un nouvel album  sous son nom “Between you and me” dans lequel il invite Le oudiste Nabil Ibn Khalidi et les saxophonistes Bobby Rangell et Jorge Pardo.
Les années qui suivront seront essentiellement consacrées à son activité d’ingénieur du son, de producteur et de réalisateur / arrangeur. Au sein de son studio ou à travers le monde.
En 2004, Il partira également produire et enregistrer à Santiago de Cuba l’album de la chanteuse Nora Mirsy LaVida.
En 2018, il sort un nouvel album Be Cool sur le label Ilona Records / L’Autre Distribution. Philippe présente son album au Nîmes Métropole Jazz Festival 2018 . L'aventure «Be Cool» a commencé quelques années auparavant lorsque, à l'occasion d'un concert qu'il donnait à Marseille en 1997, Mike Stern proposa à Philippe Gaillot, un de ses anciens élèves, d'enregistrer certains de ses titres. La sortie de l'album a été saluée par la presse en France et à l'étranger.
En 2021, Philippe publie l'album Cassistanbul sur son propre label That Sound Records. Dans ces deux derniers albums, on retrouve les musiciens de ses récentes formations ainsi que de nombreux invités prestigieux tels Mike Stern, Jacky Terrasson, Stéphane Belmondo, Irving Acao, Linley Marthe, Dominique Di Piazza, Olivier Ker Ourio, Pierre de Bethmann.
L'article du  journaliste Guillaume Bregeras "La Planète des sons" qui résume le mieux le double parcours de Philippe Gaillot comme ingénieur du son et musicien : "Parmi ces personnages qui font la musique mais qui restent dans l'ombre, Philippe Gaillot est un être à part. Impossible de lui coller une étiquette" .

## Discographie

### Comme leader ou co-leader
- 1981 - Concept -  Avis de passage. (Metro JB001 / Media 7)[21].
- 1986 - Concept  - en co-leader avec Philippe Gareil[22] (52e Rue Est – RE 006)[23]
- 1988 - Lady Sroyed Band - Lady Stroyed - (RDC Records 40021)[24]
- 1995 - Philippe Gaillot – Between You And Me. (R.D.C Records – 400402)[25]
- 2018 - Philippe Gaillot - Be Cool - (Ilona Records – LIR 8369345)[26]
- 2021 - Philippe Gaillot - CassIstanmbul - (That Sound Records)

### Comme sideman, arrangeur ou producteur
- 1999 -  Kouyaté – Kanakassi. (ACT  – ACT 9272-2)[27]
- 2001 - Soriba Kouyaté – Bamana. (ACT  9288-2)[12]
- 2003 - Soriba Kouyaté – Live In Montreux. (ACT  9414-2)[28]
- 2004 - Nora Mirsy -  La Vida [29]
- 2020 - Marie Mifsud - Récif[30]
- 2021 - Jacky Terrasson  "53" - chant sur le titre "Palindrome" - (Blue Note - Decca)[31]

## Récompenses
- Nommé aux VICTOIRES DE LA PROFESSION JAZZ 2018 en tant qu'ingénieur du son de l'année.[32]